# ロメイン・サト
ローメイン・サト（Romain Sato）ことロメイン・ゲッサグバ-サト-ルベル（Romain Guessagba-Sato-Lebel、1981年3月2日 - ）は、中央アフリカのプロバスケットボール選手。バレンシアBC所属。ビンボ出身。ポジションはシューティングガード。195cm、100kg。日本語でロマイン・サトと表記される事もある。